# じゃんけんしょうぎ
じゃんけんしょうぎは学研の頭のよくなるゲームシリーズのひとつで、立方体に描かれたじゃんけんの優劣で駒もしくはゴールを取り合う2人用ボードゲームである。
熊本県立八代工業高等学校インテリア科教師の梅田龍一によって考案され、学研の「頭のよくなるゲームシリーズ」として2010年11月22日に発売された。

## 使用するもの
ボード
ボードは6×6マスであり、お互いに守るべきゴールが対角線上にひとつずつある。ゴールから3マス目を超えると、自分のエリアに戻れなくなる。そのエリアのことを出戻り禁止エリアという。
駒
硬質スポンジでできた立方体にグー・チョキ・パーが2つずつ描かれた駒を1人4つずつ使用する。
サイコロ
1～3が2つずつ描かれたサイコロ使い、上記のベーシックモードを遊ぶことができる。

## ルール
6歳から遊べるというシンプルなゲームルールであるが、奥深い戦術的なゲームである。運の要素のないアドバンスゲームと、サイコロを使うことで運の要素を取り込んだベーシックゲームがあり、大人対子供でも遊ぶことができる。また将棋や囲碁と比べ駒数が少なく、1プレーは5分～15分程度である。
駒の動かし方
駒は転がして移動させる。1手につき2回動かさなければならない。1つの駒を2回、もしくは2つの駒を1回ずつ動かすことが可能である。
駒のとり方
相手の駒に隣接した際、立方体に描かれたじゃんけんで勝てる状態であれば、1回分の移動を使って駒をとることができる。その際駒は回転させない。
ふんばりモード
駒が残りひとつになった場合、移動が+1回となり、出戻り禁止エリアにも侵入可能となる。ベーシックモードの場合、サイコロの目+1となる。
足ぶみ禁止
駒は必ず元の位置以外に移動させなければならない。